# 96 aC
L'any 96 aC va ser un any del calendari romà prejulià. En aquell temps, era conegut com a any del consolat de Longí i Aenobarb (o, més rarament, any 658 ab urbe condita o de la fundació de la ciutat). L'ús del nom «96 aC» per referir-se a aquest any es remunta a l'alta edat mitjana, quan el sistema Anno Domini va ser el mètode de numeració dels anys més comú a Europa.

## Esdeveniments

### Àsia
- Seleuc VI es converteix en rei de l'Imperi Selèucida. Puja al poder i es proclama rei enfront del seu oncle Antíoc IX de Cízic, al que derrota en una batalla decisiva.[2]

### Egipte
- Cleòpatra V Selene es casa amb Antíoc IX de Cízic, i quan aquest mor, amb el fill d'ell, Antíoc X Èusebes.[3]

### Cirenaica
- Mor Ptolemeu Apió, que deixa el regne en herència al poble de Roma però el senat refusa el llegat i declara lliures les ciutats de Cirenaica.[4][5]

### República Romana
- Gai Cassi Longí i Gneu Domici Aenobarb són elegits cònsols. Ciceró diu que Gai Cassi Longí va ser un dels que van arribar al consolat sense haver estat abans edil curul.[6]

### Judea
- Alexandre Janeu ataca Gaza, defensada pel general Apol·lodot, que finalment mor assassinat per son germà Lisímac. Lisímac deixa que els jueus ocupin la ciutat. Alexandre Janeu la destrueix, massacrant a tots els seus habitants.[7]

## Naixements
- Galèria Copiola, actriu que va viure més de 100 anys.[8]

## Necrològiques
- Antíoc VIII, rei de l'Imperi Selèucida, assassinat a Antioquia.[9]
- Ptolemeu Apió, que deixa el regne de Cirenaica al poble romà.[5]